# Jukka Backlund
Jukka Backlund, född 30 december 1982 i Helsingfors, är en finländsk musikproducent och keyboardist.
Jukka såg Sunrise Avenue uppträda live, och fastnade får deras musik. Han gick med i bandet år 2005, och tack vare att Jukka redan innan var en respekterad producent blev skivbolagen intresserade. De gjorde en skiva redan innan de hade något skivkontrakt. Han spelar även keyboard i bandet och skriver mycket av musiken ihop med Samu Haber. 